# Upper and Lower Froyle
Upper and Lower Froyle is een plaats en civil parish in het bestuurlijke gebied East Hampshire, in het Engelse graafschap Hampshire.